# Mislođin

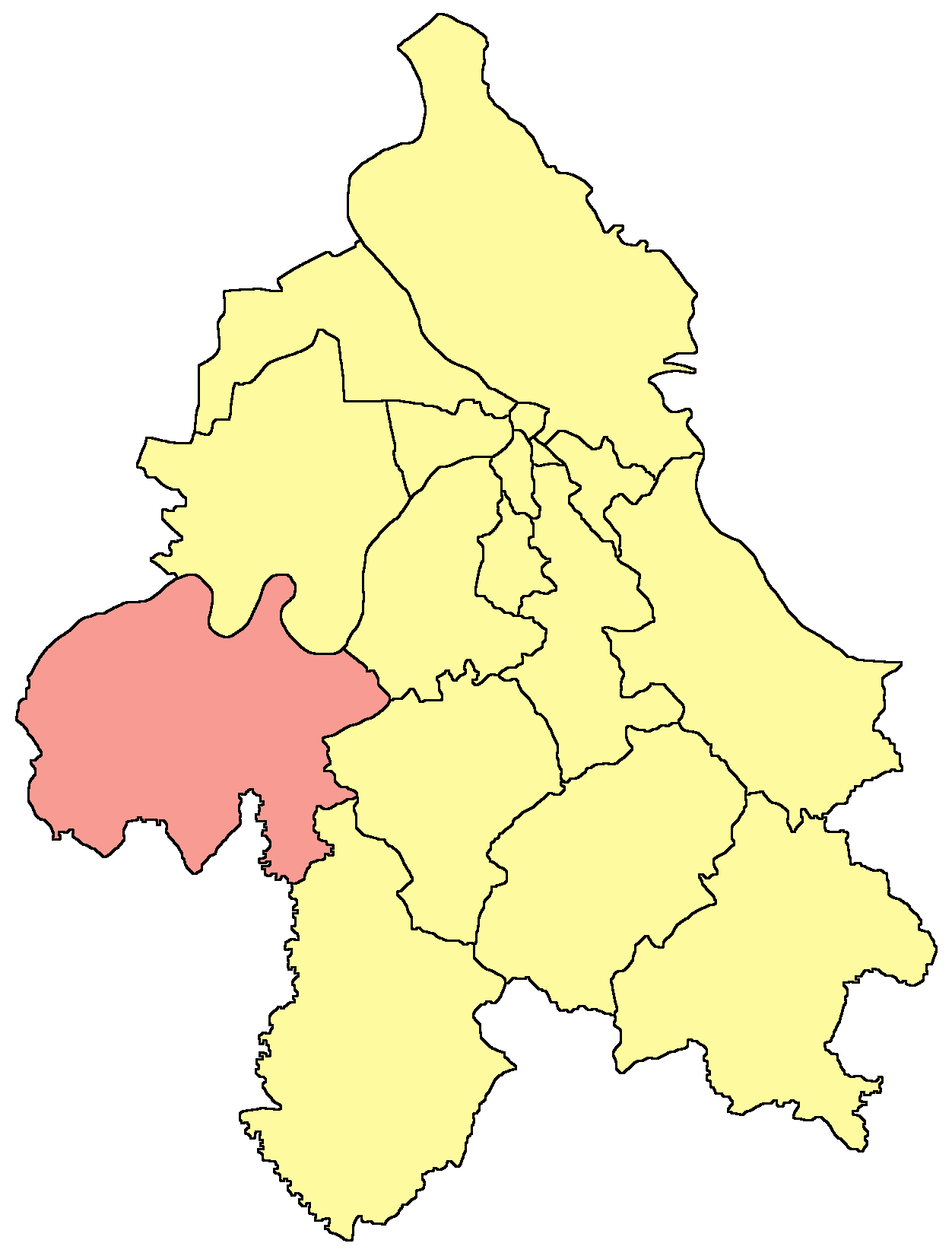
Localisation de la municipalité d'Obrenovac dans la Ville de Belgrade

Mislođin (en serbe cyrillique : Мислођин) est une localité de Serbie située dans la municipalité d’Obrenovac et sur le territoire de la Ville de Belgrade. Au recensement de 2011, elle comptait 2 348 habitants.
Mislođin, officiellement classé parmi les villages de Serbie, est situé sur les bords de la Kolubara, non loin de son confluent avec la Save.

## Démographie

### Évolution historique de la population
| 1948  | 1953  | 1961  | 1971  | 1981  | 1991  | 2002  | 2011  |
| ----- | ----- | ----- | ----- | ----- | ----- | ----- | ----- |
| 1 206 | 1 260 | 1 305 | 1 395 | 1 834 | 2 151 | 2 313 | 2 348 |

|  |